# Rohovský park
Rohovský park je chráněný areál v oblasti Dunajské luhy.
Nachází se v katastrálním území obce Rohovce v okrese Dunajská Streda v Trnavském kraji. Území bylo vyhlášeno v roce 1982 na rozloze 12,81 ha. Ochranné pásmo nebylo stanoveno.